# Sommarkväll i det gröna
Sommarkväll i det gröna var en svensk TV-serie som direktsändes från Delsbogården på Skansen i Stockholm sommaren 1993. 
Ewa Roos och Mats Paulson var programledare, och Anders Berglunds orkester var husband. 
Flera artister medverkade i TV-serien, bland andra Håkan Hagegård, Eva Rydberg, Tjadden Hällström, Berit Carlberg, 
Karin Glenmark, Bertil Norström, Marie Bergman och Svante Thuresson.